# Jan de Bouff
Jan de Bouff est un corsaire hollandais rebelle du XVIIe siècle se battant pour l'Espagne.

## Biographie
Il entre au service des Habsbourg, alors opposés aux Hollandais, pendant la révolte des Gueux et devient corsaire dunkerquois en 1602.
En décembre 1602, il attaque trois bateaux de pêche français lorsqu’il est surpris par l’arrivée de six navires hollandais en provenance d’Ostende. D’abord en position de faiblesse face aux Hollandais, Jan de Bouff est rejoint par trois autres corsaires dunkerquois qui parviennent à capturer deux navires hollandais. Les quatre autres prennent la fuite peu de temps après. On ne sait pas si Jan de Bouff a survécu à cette bataille.

## Sources
- (en) Cet article est partiellement ou en totalité issu de l’article de Wikipédia en anglais intitulé « Jan de Bouff » (voir la liste des auteurs).